# Sherzod Namozov
Sherzod Namozov (3 de agosto de 1992) es un deportista uzbeko que compite en judo adaptado. Ganó dos medallas en los Juegos Paralímpicos de Verano, oro en Río de Janeiro 2016 y oro en París 2024.

## Palmarés internacional
| Juegos Paralímpicos | Juegos Paralímpicos     | Juegos Paralímpicos | Juegos Paralímpicos |
| Año                 | Lugar                   | Medalla             | Categoría           |
| ------------------- | ----------------------- | ------------------- | ------------------- |
| 2016                | Río de Janeiro (Brasil) | Medalla de oro      | –60 kg              |
| 2024                | París (Francia)         | Medalla de oro      | –60 kg J2           |